# 今井あさ美
今井 あさ美（いまい あさみ）は、神奈川県横浜市出身のソロ・シンガーである。
所属事務所は、WANDER AIM MUSIC。

## 来歴・人物
今井あさ美は、幼い頃から歌手が夢で、美容師をやりながら、2009年1月『BRIGHTEST NEW STARS AUDITION VOL.10』にてグランプリを受賞。
同年8月30日、1stアルバム『Wings』(7曲入り)でデビュー。
都内と川崎近辺でのライブ活動が盛んで当面の目標に「ラゾーナ川崎で歌うこと」を掲げている。
トマトが大好物。
日本テレビ系列の「歌スタ」に出演した際は鬼束ちひろ「月光」を披露した。2次審査で披露したのはMISIAの「BELIEVE」。

## ディスコグラフィ

### アルバム
| 枚  | 発売日        | タイトル | 収録曲                                                                                         |
| --- | ------------- | -------- | ---------------------------------------------------------------------------------------------- |
| 1st | 2009年8月30日 | Wings    | 1. 愛の果てに 2. Crime Of Heart 3. Sweet Pain 4. Wings 5. Blossom 6. 風のバラード 7. Sincerely |

## ライブ活動
- 都内を中心とするライブハウスにて、ソロによるライブ活動（ボーカル＆弾き語り）
- Shibuya O-EASTにオープニング・アクトとして参加経験あり。
- 川崎・新宿などでストリートライブ活動。
- 四ツ谷コタンにて、マジック少年とカップリング。
- 中央林間 BEATNICにて、バンドによるライブ。

## 出演作品
- 歌スタ
- ラジオ エフエム戸塚
- ラジオ かわさき市民放送 『TRUSSとGirlsTalk』